# 高飛家族
《高飛家族》（英語：Goof Troop）是美國1992年製作的卡通影集，於1992年4月20日至1993年5月播映，全78集+SP集。
《高飛電影》在美國1995年戲院上映。由於故事表達出濃厚的父子情與代溝問題，所以能夠創出三千五百多萬美金的票房，而成本不過是相等長度的電視卡通而已，獲利力之高真是讓人頗為意外。
《極限高飛電影》在美國2000年以家庭錄影帶和DVD方式發行。繼〔A Goofy Movie〕上映受到熱烈歡迎之後，於是迪士尼決定再度推出的第二集電影。

## 故事簡介
本作是以高飛一家和皮特一家為主題，故事描述他們是左右好鄰居。但是只有壞壞的皮特總是對天然呆的高飛多少不滿，經常用盡方法來整蠱高飛，不過最後鬧出不少笑話。但故事中還描述高飛的祖先和麥斯與P.J.的友情等等有趣生活。
在A Goofy Movie中麥斯已經是中學生，但也開始出現青少年的煩惱。在故事中麥斯想在結業禮時向他的女神Roxanne進行告白表演，但到最後表演失敗，不過得到她的舞會邀請。另一方面校長因這次事件向過保護的高飛投訴，令高飛進入過度驚慌狀態，此時他突然決定在暑假中強逼帶麥斯去郊外釣魚。但麥斯知道後開始感到大麻煩，在出發前不小心向Roxanne說自己的父親是Powerline的朋友要去直播演唱會表演的謊話。之後開始一場問題多多的親子之旅。
An Extremely Goofy Movie是高飛兩父子的最後的作品，在故事中麥斯已經是大學生，開學前與同伴發誓要拿下今屆的學校X-Game冠軍，而且以興奮的心情等待自由的生活。但是，兒子控的高飛因為麥斯要離開他身邊，而變得沒有精神去工作，反而因破壞了工廠設施被逼解雇。而麥斯在學校遇上了競爭對手Bradley，而且下了一場賭注。另一方面高飛在職業介紹所中，職員說他因為沒有大學文憑，所以很難給他工作，於是叫他再讀大學1年。誰知居然又編入與麥斯同一個教室，就是這樣正式開始麥斯的親子大學生活。由於發行了一年後發生911事件，北美在迪士尼頻道和Netflix播放這電影時，都自肅了高飛父子拯救差點被活活燒死的對手「坦克」的過程，直到在線上串流平台Disney+才再次足本播出。

## 角色介紹

### Goof家
- Goofy（高飛），配音： Bill Farmer（英語版） 、島香裕（日語版）、陳明陽（台灣版）、張國榮（香港版）

本作主角之一，本名叫〈Goofy.Goof〉又或者叫〈G.G.Goof〉。人物性格跟名字一樣愚蠢又天然，而且很和善所以很少會憤怒。在本作中是位單親家庭的父親，一直與兒子麥斯在一起，其妻子在本作中沒有提及，只說「她成了天上的星星」(不過在disney wiki卻提及妻子早就去世了)。在本作中自己沒有固定的職業，像做散工一樣工作時間很短，而且經常給麻煩別人，但又幫了別人得到不錯的報酬。而學歷只到高中，但有修讀大學三年沒有得到文憑，所以找工作比較難。在故事的時間中本人最初不是住在皮特家旁邊，只是搬家時亂打亂撞到皮特家，之後成為了鄰居。
- Max（麥斯/麥克斯），配音Dana Hill（美國電視版）、Jason Marsden（美國電影版等）、坂本千夏（日本電視版）、山口勝平（日本電影版等）、王華怡（台灣電視版）、于正昌（台灣第二部電影版等）

本作主角之一，本名叫〈Maximillian.Goof〉簡稱〈Max〉，高飛唯一的獨生子。人物性格與父親高飛不同，很有對環境的應變能力，又有很強的自尊心，但有時過份自大，很多方面跟自己的長輩朋友米奇很像。麥斯本身是位一學即會的天才，所以自小就有很強的滑板技術，但總是很喜歡做大事，所以很有領袖風格。人際關係不差，在小學時遇上自己的最佳親友P.J.，兩人的性格剛好成比例，所以一見面就一拍跟合。而高飛對本人來說是個致命弱點，不管怎樣努力都是勝不過父親的神跡，也很害怕Goof家的遺傳口癖，但本人最怕的是高飛說的祖先的故事，不過內心其實很尊重父親，而且經常反轉要照顧對方。
- Waffles，配音： Frank Welker

Goof家的寵物貓，和Peter家的狗不和。
- 其他Goof成員

Goof家除了高飛兩父外，還有其他Goof成員以客串方式出現。

### Pete家
- Pete（皮特/皮得），配音：Jim Cummings（英語版） 、大平透（日語版）、佟紹宗（台灣電視版）、關正傑（香港版）

本作主角之一，本名叫〈Peg-Leg Pete〉通常叫〈Pete〉。人物性格壞到出名，但卻是怕老婆的妻管嚴。本人與高飛是大學同學，但實際關係沒有想像中好，只有高飛單方面認為是好朋友。職業是買賣二手車的車場老闆，經常在車裏做了不少手腳賣給客人，而且又為了車場生意好，另外經常做了不少宣傳廣告。在家中算是一家之主，但很多事情都由妻子Peg作主，有兩個孩子，對女兒Pistol的態度很好，但相反對兒子P.J.就像工人一對待(這是為了防止有反抗期)。壞主意很多，經常用在高飛身上，但最後演變成都是與高飛一齊自作自受。雖然表面上很壞，但內裏很寂寞，除了高飛以外沒有其他朋友出現，所以兩人總是有一種不可解的因緣。不過第77集(依照美國集數)確定皮特的爸爸、爺爺、曾祖、高祖和天祖都是犯罪行為過生活。
- P.J.（皮傑），配音：America Young（英語版） 、高乃麗（日語版）、龜山助清(日本第二部電影版)、呂佩玉（台灣電視版）

本作主角之一，本名叫〈Peter Pete Junior〉簡稱〈P.J.〉，皮得的兒子。人物性格與橫暴的父親不同，是個非常善良的孩子，但反應遲鈍容易被人利用。本人與麥斯是最佳朋友，不論做什麼都會在一起，而且經常捲入雙方父親的斗氣中。雖然心地善良，但有時會表露出與父親相同的行為，比如有懼高症(家族遺傳)。在家中本人的權力可以說是最低，當Peg不在時家中所有雜務都是自己做，而且人工也很低。
- Peg Pete（佩姬），配音：April Winchell（英語版） 、小宮和枝（日語版）、崔幗夫（台灣版）

Pete的老婆，也是全部成員中最公道的人。在大學時已經認識Pete和Goofy兩人，而且跟Goofy關係很好。由於職業是地產家導致時不時會因出外工作不在家，但也不會忘記照顧家庭的職責。本人和Pete的夫妻關係時好時壞很難說是個好婚姻，但為了孩子是在所難免。可惜在電影版中導演凱文·利瑪聚焦在父子情就沒出現過，這情況在影迷間起了「Peg和Pete在P.J.讀高中時離婚」的傳聞。20多年後，凱文在Twitter澄清二人並沒有離婚。
- Pistol Pete（皮絲多），配音：Nancy Cartwright（英語版）、かないみか（金井美香）（日語版）、許淑嬪（台灣版）

Pete的女兒，本作中最年輕的角色，也是最頑皮的角色。總是到處跑、口說不停和非常任性，性格很接近Peter時不時會出壞主意作弄別人，可以說是個不聽話的小女孩。同樣可惜在電影版中聚焦在父子情就沒出現過。
- Chainsaw，配音： Frank Welker

Peter家的寵物狗，性格受Peter影響所以笑的方式和Peter很像，和Goof家的貓不和。
- 其他Peter成員

其實Peter家和Goof家很有因緣，但到最後都是Peter家倒霉沒有好日子過。

## 外部連結
- 互联网电影数据库（IMDb）上《高飛家族》的资料（英文）

## 播放電視台
| 華視 星期三16:30-16:55節目 | 華視 星期三16:30-16:55節目                | 華視 星期三16:30-16:55節目 |
| -------------------------- | ----------------------------------------- | -------------------------- |
|                            | 高飛家族 （1995年6月14日～1997年1月15日） |                            |
| 待查                       | 待查                                      |                            |

1. ↑  然而P.J.在1942的Bellboy Donald初登場時卻是一位百厭屁孩，連唐老鴨也被氣得情願丟了工作、也要打他屁股
2. ↑  .   [2022-06-21]. （原始内容存档于2022-06-21）.